# Tjako van Schie
Tjako van Schie (Coevorden, 17 april 1961) is een Nederlands pianist, componist en muziekdocent.

## Loopbaan
Van Schie studeerde piano aan het conservatorium in Zwolle bij Ben Smits. Sinds 1994 is hij correpetitor aan het Conservatorium van Amsterdam en gastdocent aan de Escola Superior de Música das Artes do Espectáculo in Portugal. Hij werkt onder andere samen met de violist Adriaan Stoet en sinds 1986 met de saxofonist Henk van Twillert.
Hij is uitvoerend musicus en pianist bij enkele koren. Tevens is hij componist en arrangeur.
Van Schie trad onder meer in 2001 op in de Volksrepubliek China. Tevens toerde hij door Canada, Duitsland, Portugal en Venezuela. Regelmatig treedt hij ook op met Orquestra Portuguesa de Saxofones uit Porto, waarvoor hij tevens muziekwerken arrangeert.
Jette van der Meij trad, onder begeleiding van Van Schie ("Jette & Tjako") vanaf april 2012 tot medio 2014 minstens acht keer op als zangeres. Enkele van deze optredens waren met Henk van Twillert, in de serie "Meet the artists", een initiatief van Van Twillert. Van Schie trad samen met Van Twillert ook op met Marco Bakker in Amsterdam, op 20 oktober 2013, "Spiegel im Spiegel". Dit optreden was ook onderdeel van "Meet the artists".

## Discografie

#### Als uitvoerend pianist
- The Goldberg Variations van Bach, BWV 988 (1991)
- Overijssel Zingt door verscheidene koren, met begeleiding van Tjako van Schie op piano - Mirasound, (1993)
- Shtil di nakht iz oysgeshternt - Yiddish music from the ghetto's and concentration camps (1995), bewerkte versie opnieuw uitgebracht (2005) EMI (met Adriaan Stoet - viool)
- Akoestisch signaal - Mirasound (begeleiding voor het Politie Mannenkoor Drenthe; 1996)
- Die Geigen, ja die Geigen! - GILL/SONY (met Adriaan Stoet - viool) (2008)
- A Bag of Music (2011) 3-cd-box - met Henk van Twillert
- Regards to Hollywood (2018) filmsongs, met o.a. Henriëtte de Groot (zang)

#### Als pianist/componist
- Water bron van leven (1998)